# Озолення
Озолення (рос. озоление, англ. ashing,нім. äscherung f, Veraschung f, Veraschen n) – підвищення вмісту золи у викопному паливі внаслідок: часткового вигорання, окиснення, вилуговування, вилучення органічної маси механічним способом або домішування до палива більш зольного матеріалу чи мінеральних речовин (наприклад, О. вугілля внесенням мінеральних солей для унеможливлення його змерзання при транспортуванні). 